# Atça

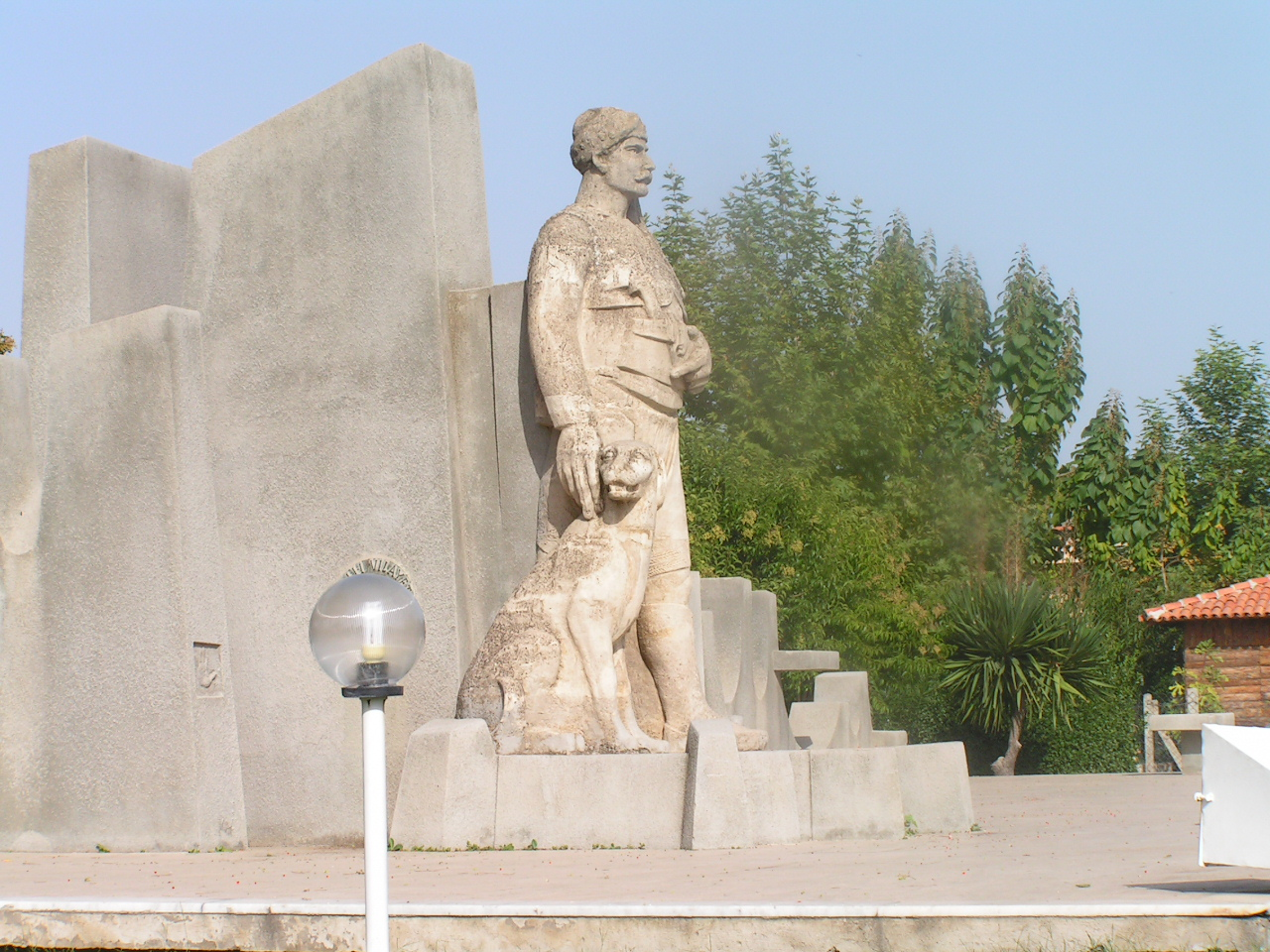
Staty över Atçalı Kel Mehmet.

Atça är en stad i distriktet Sultanhisar i Aydınprovinsen i Turkiet. Folkmängden uppgick till 7 437 invånare i slutet av 2011. Stadsplaneringen är inspirerad av Place de l'Étoile i Paris.
Den turkiske revolutionären och folkhjälten Atçalı Kel Mehmet Efe (1780-1830) kom från staden. 	

## Vänorter
- Makó, Ungern[3]